# Iglesia Matriz de Guadalupe
La Iglesia Matriz de Guadalupe es la principal iglesia en la ciudad homónima, distrito de Guadalupe, provincia de Pacasmayo, región La Libertad en Perú. Fue construida sobre las ruinas de Pakatnamu. La iglesia tiene elementos de estilo gótico. Alberga pintura de tipo mosaico.
Su construcción data del inicios del siglo XVI y comienzos del siglo XVII. En 1941 fue declarado monumento. La estructura fue dañada por un terremoto en 1970.
Dentro de ella, podemos encontrar diversas pinturas, imágenes, y un altar mayor donde se ubica la imagen de la Virgen de Guadalupe